# Circulación vehicular eficiente
Se denomina circulación vehicular eficiente o conducción eficiente al conducir un vehículo de motor con ciertas características con objeto de ganar en seguridad vial, comodidad o confort, y para reducir la contaminación acústica y atmosférica.  Estas técnicas de eficiencia son aplicables a todos los vehículo -incluidos trenes, camiones, motocicletas, etc.-.

## Indicaciones para una conducción eficiente
- Arrancar el motor sin pisar el acelerador.
- Circular sin acelerar o frenar de forma brusca, lo que incluye mantener una distancia de seguridad amplia (aporta confort).
- Por seguridad usar el freno motor -retiene mejor el coche-; sin embargo para ahorrar combustible es mejor, cuando las condiciones lo permiten, usar el pedal del freno.
- Circular con las ventanas cerradas y con aire acondicionado u otros extras a su mínima expresión.
- Reducir marchas de dos en dos (o más) si la situación lo requiere. Para reducir intensamente la velocidad es preferible pasar de 5ª a 2ª marcha antes que desembragar y sobrecargar el freno de servicio, en caso de emergencia. La máxima frenada de un vehículo cuenta con un gran freno motor.
- Cambiar a una marcha superior sin revolucionar demasiado el motor. Así se evita contaminación acústica, atmosférica, y desgaste mecánico. Esta medida cambia en cada motor, pero éste esquema puede ser orientativo (en turismos):
  - La 1ª velocidad sólo se usará para iniciar la marcha (y si el vehículo lo permite y se tiene la habilidad, se inicia sin acelerar).
  - La 2ª velocidad puede usarse a partir de 20 km/h.
  - La 3ª velocidad, a partir de 30 km/h.
  - La 4ª velocidad, a partir de 40 km/h.
  - La 5ª velocidad, a partir de 50 km/h.

Sin embargo el ir muy poco revolucionado y que para ganar velocidad se tenga que pulsar el pedal a fondo aumenta muchísimo el consumo de combustible y "pica" las bielas en un motor térmico
- Para vehículos dotados de 6ª velocidad o más, sólo téngase en cuenta que lo ideal es no sobrepasar un límite natural de revoluciones del motor en el que se le escuche trabajar cómodo.
- Circular con los neumáticos sin la presión adecuada, tanto por exceso como por defecto, puede aumentar el consumo de carburante, además de tener más posibilidades de reventar, o fallar en caso de frenada.

## Métodos
La Conducción por impulso es uno de los métodos de circulación vehicular eficiente.